# Campionato mondiale di scherma 1983
Il Campionato mondiale di scherma del 1983 si è svolto a Vienna in Austria. Le competizioni sono iniziate il 20 luglio e sono terminate il 30 luglio 1983.
Sono stati assegnati 2 titoli femminili e 6 titoli maschili:
- femminile
  - fioretto individuale
  - fioretto a squadre
- maschile
  - fioretto individuale
  - fioretto a squadre
  - sciabola individuale
  - sciabola a squadre
  - spada individuale
  - spada a squadre

## Risultati

### Uomini
| Evento                          | Oro                                                                                              | Argento                                                                    | Bronzo                                                                                     |
| Spada                           |                                                                                                  |                                                                            |                                                                                            |
| Spada individuale (dettagli)    | Elmar Borrmann                                                                                   | Daniel Giger                                                               | Angelo Mazzoni                                                                             |
| Spada a squadre (dettagli)      | Francia Olivier Lenglet Philippe Boisse Michel Salesse Jean-Michel Henry                         | Germania Ovest Alexander Pusch Elmar Borrmann Rafael Nickel Volker Fischer | Italia Sandro Cuomo Roberto Manzi Stefano Bellone Angelo Mazzoni                           |
| Fioretto                        |                                                                                                  |                                                                            |                                                                                            |
| Fioretto individuale (dettagli) | Aleksandr Roman'kov                                                                              | Matthias Gey                                                               | Marian Sypniewski                                                                          |
| Fioretto a squadre (dettagli)   | Germania Ovest Harald Hein Matthias Behr Klaus Reichert Frank Beck Matthias Gey                  | Germania Est Adrian Germanus Klaus Kotzmann Hartmuth Behrens Jens Howe     | Cuba Ignacio González Pedro Hernández Efigenio Favier Oscar García                         |
| Sciabola                        |                                                                                                  |                                                                            |                                                                                            |
| Sciabola individuale (dettagli) | Vasil Etropolski                                                                                 | Gianfranco Dalla Barba                                                     | Hristo Etropolski                                                                          |
| Sciabola a squadre (dettagli)   | Unione Sovietica Andrej Alšan Heorhij Pohosov Viktor Krovopuskov Michail Burcev Chusejn Ismailov | Ungheria Imre Bujdosó Imre Gedővári György Nébald György Varga Imre Abay   | Italia Giovanni Scalzo Michele Maffei Ferdinando Meglio Gianfranco Dalla Barba Marco Marin |

### Donne
| Evento                          | Oro                                                                        | Argento                                                                                   | Bronzo                                                                 |
| Fioretto                        |                                                                            |                                                                                           |                                                                        |
| Fioretto individuale (dettagli) | Dorina Vaccaroni                                                           | Carola Cicconetti                                                                         | Luan Jujie                                                             |
| Fioretto a squadre (dettagli)   | Italia Dorina Vaccaroni Carola Cicconetti Anna Rita Sparaciari Clara Mochi | Germania Ovest Cornelia Hanisch Ingrid Losert Sabine Bischoff Ute Wessel Christiane Weber | Ungheria Edit Kovács Zsuzsanna Jánosi Katalin Győrffy Gertrúd Stefanek |

## Medagliere
| Posizione | Nazione          |   |   |   | Totale |
| --------- | ---------------- | - | - | - | ------ |
| 1         | Germania Ovest   | 2 | 3 | 0 | 5      |
| 2         | Italia           | 2 | 2 | 3 | 7      |
| 3         | Unione Sovietica | 2 | 0 | 0 | 2      |
| 4         | Bulgaria         | 1 | 0 | 1 | 2      |
| 5         | Francia          | 1 | 0 | 0 | 1      |
| 6         | Ungheria         | 0 | 1 | 1 | 2      |
| 7         | Germania Est     | 0 | 1 | 0 | 1      |
| 7         | Svizzera         | 0 | 1 | 0 | 1      |
| 9         | Cina             | 0 | 0 | 1 | 1      |
| 9         | Cuba             | 0 | 0 | 1 | 1      |
| 9         | Polonia          | 0 | 0 | 1 | 1      |
| Totale    | Totale           | 8 | 8 | 8 | 24     |